# Expedició històrico-arqueològica de l'Institut d'Estudis Catalans a la Vall d'Aran i la Ribagorça

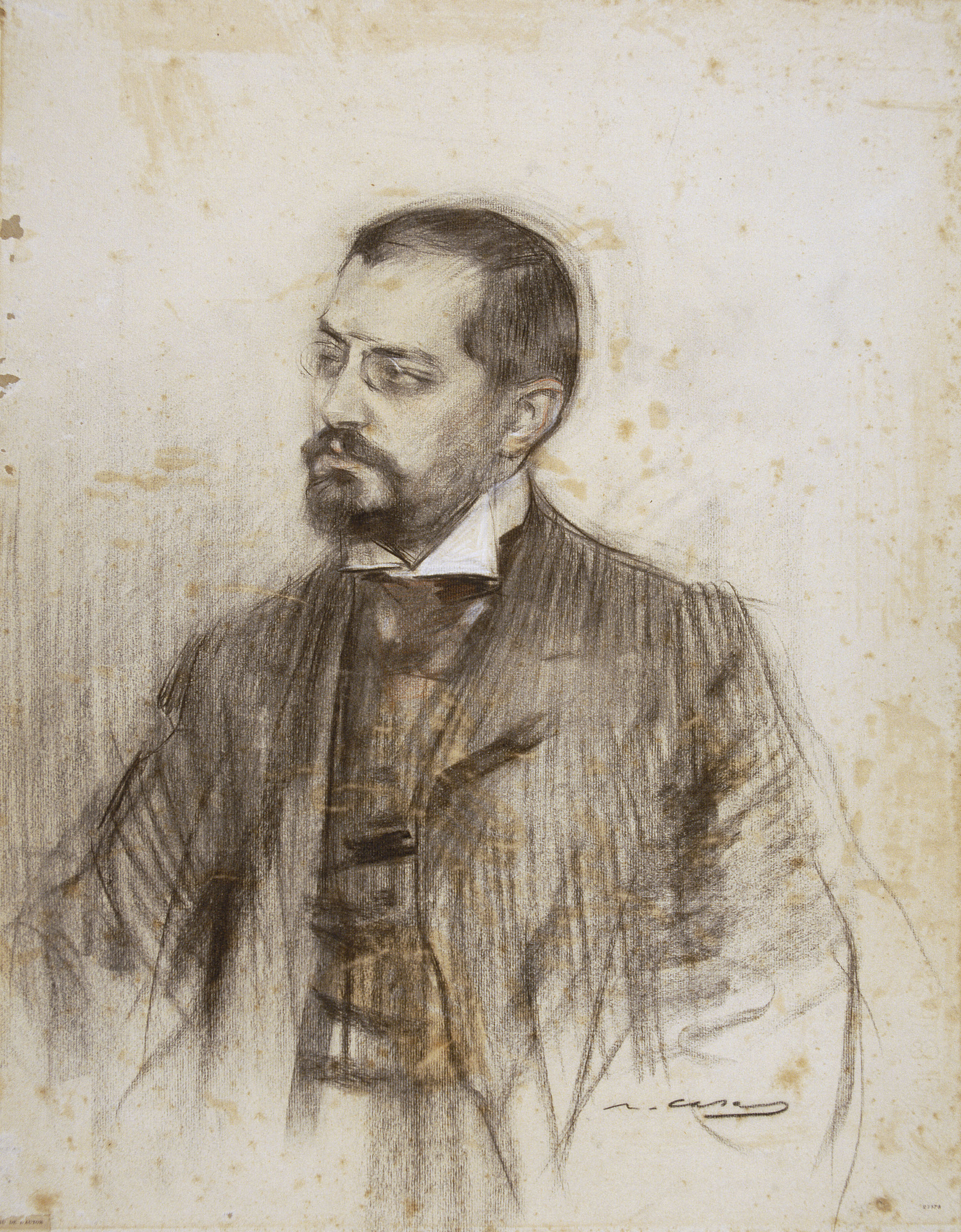
Josep Puig i Cadafalch, un dels integrants de l'expedició

L'expedició històrico-arqueològica de l'Institut d'Estudis Catalans a la Vall d'Aran i la Ribagorça va ser duta a terme el 1907. Aquesta estava formada pels arquitectes Josep Puig i Cadafalch i Josep Goday, l'historiador de dret Guillem Maria de Brocà, el conservador del Museu Episcopal de Vic Mn. Josep Gudiol i pel fotògraf Adolf Mas. L'objectiu principal de la missió era visitar, estudiar, documentar i fotografiar els edificis i les obres de tota classe instal·lades a la Vall d'Aran i a l'Alta Ribagorça. Aproximadament durant dues setmanes (del 30 d'agost al 14 de setembre), els professionals van arribar a visitar; la Vall de Luishon, la Vall d'Aran, la Vall de Boí, la Noguera i la Vall d'Isàvena.

## L'expedició
L'expedició es va dur a terme per mitjà de l'Institut d'Estudis Catalans, el qual va ser creat per la Diputació de Barcelona el 18 de juny del 1907. Amb Antoni Rubió i Lluch com a president, en la reunió al Palau de la Diputació (el 5 de juliol) va sorgir la proposta de realitzar l'expedició per part de Josep Puig i Cadafalch i li varen encomanar que realitzés un projecte ben detallat sobre tot el que comportava l'expedició. El desig de l'arquitecte s'adequava als conceptes establerts per la institució de Barcelona, cosa que va facilitar la seva aprovació immediata.
Situant-se en una posició capdavantera, Puig i Cadafalch va ser nomenat director de la missió i va tenir l'honor de compartir l'experiència amb també un membre de l'Institut d'Estudis Catalans Guillem M. de Brocà. A més com ajuda per a realitzar les tasques definides en el projecte es van afegir Josep Goday, Mn. Josep Gudiol i Cunill i Adolf Mas.

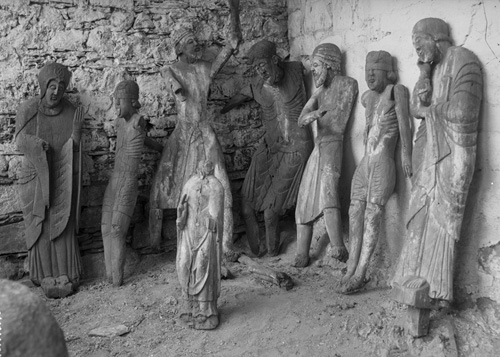
Troballa del grup escultòric d'Erill la Vall (1907)

Amb tot el necessari, els expedicionaris van sortir de Barcelona el 30 d'agost i fent la primera parada a Tolosa, allí hi varen pasar una nit tot visitant diverses estructures i finalment al migdia via tren varen dirigir-se cap a la Vall d'Aran, tot parant-se a documentar la Vall de l'Arbost. En la Vall d'Aran hi restaren només un dia, conseqüentment passant per Bossost, Mijaran, Casau, Gausac, Viella, Betren, Escunhau, Santa Maria i Sant Joan d'Arties. Remuntant el riu Garona, els excursionistes varen seguir fins a arribar a Salardú. Des d'aquell punt, havien de fer un traspàs important, des de la Conca de la Garona a la del Noguera Ribagorçana, superant uns 2.500 metres d'altitud.
Després del dia més dur de tota l'expedició, varen arribar a Caldes de Boí, on allí descansant al balneari que Brocà ja coneixia, varen passar dues nits. Ja a dia 5 de setembre, varen passar per Erill la Vall, on va aparèixer un grup escultòric molt important per la imatgeria romànica catalana. Mas es va interessar per fotografiar totes les peces juntes, cosa que va comportar a treure les talles a l'exterior de l'església Santa Eulàlia d'Erill la Vall. En la visita a Taüll de les dues esglésies Santa Maria i Sant Climent, varen comprovar que estaven dotades també de grans obres artístiques. Però el camí continuava i després de recórrer la Vall de Boí amb llocs com Durro, Barruera, Cardet, Cóll o Llesp es van dirigir cap a Alaó fins a Pont de Suert. A Areny van deixar enrere el Noguera Ribagorçana per arribar a la Vall d'Isàvena i després Ovarra. Finalment, el dia 11 retornen cap a Lleida i després direcció Barcelona on van arribar el dissabte 14.

## Els antecedents de la iniciativa
L'itinerari que varen seguir és bastant conegut actualment, però en aquells anys només personatges puntuals havien arribat a visitar-los. Aquestes visites eren realitzades gràcies a l'interès per l'excursionisme, les quals es publicaven principalment al Butlletí del Centre Excursionista de Catalunya. Un dels personatges que va tenir l'oportunitat d'endinsar-se en aquest món va ser Lluís Domènech i Montaner, qui ja havia tingut l'ocasió de visitar entre el 1904 i 1906 part de la Vall d'Aran, la Ribagorça, les Valls del Pallars i la Vall de Boí, amb l'objectiu de recollir plànols, fotografies i altres anotacions.
Aquestes excursions realitzades abans de l'expedició les va fer perquè estava notablement lligat amb l'excursionisme, tot participant en l'Associació Catalanista d'Excursions Científiques.  Conseqüentment, Domènech i Montaner va fer un estudis sobre el romànic català i hispànic. Des de l'Escola d'Arquitectura de Barcelona va iniciar un recorregut passant per llocs on els monuments romànics eren freqüents. Aquesta gran excursió va inspirar en certa manera a l'expedició històrico-arqueològica de l'Institut d'Estudis Catalans.
La iniciativa va estar en certa manera condicionada per la publicació de Juli Soler. Aquest va recollir una llarga monografia sobre la Vall d'Aran, amb molts aspectes paisatgístics i alhora patrimonials (béns mobles, monuments, etc.), que seran explorats posteriorment. Josep Gudiol parla de Soler en la memòria que realitzà, cosa que fa pensar que mantinguessin contacte per la confecció de l'itinerari.

## Documentació

### Quaderns i fotografies

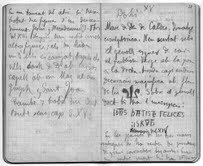
Quadern de notes de mossèn Gudiol

La feina realitzada a l'expedició històrico-arqueològica la coneixem gràcies als documents conservats i publicats posteriorment. Aquest permet saber perfectament quin era l'objectiu de cada integrant. Són uns testimonis molt valuosos que a més d'aportar informació històrica ens donen una visió alternativa sobre l'art català. Els estudiosos de l'expedició es trobarien en un context que es podria resumir com una reacció contrària a l'espoli i la primerenca voluntat de construir uns fonaments de cultura nacional mitjançant els materials corresponents.
Josep Gudiol va rebre l'encàrrec de llegir i estudiar les inscripcions que s'anessin trobant en els diferents edificis. En el seu quadern de notes, conservat a l'Arxiu Episcopal de Vic  hi recollia informació molt detallada que poguès ajudar després a saber qui i com es va realitzar l'objecte, a més de les interpretacions (firmes, marques diverses, dates, llegendes, etc.). A més va explorar tots els arxius possibles per trobar més documents i informacions adients.
Un grup també molt ric en informació i important per a l'explicació de les feines realitzades i els llocs visitats en l'expedició són els quaderns de notes de Puig i Cadafalch. Des d'un primer moment es varen localitzar només dos quaderns, tot i que avui en dia en sabem de l'existència d'un tercer, on el que es recullen són diverses anotacions de la part última de l'expedició. Cal dir que Puig i Cadafalch determinava les mides dels edificis, dibuixava les plantes i les seccions i també anotava les característiques que destacaven més. Els tres quaderns de notes es conserven al fons Puig i Cadafalch de l'Arxiu Nacional de Catalunya.
Finalment, però no menys important, tindríem els 251 negatius fotogràfics d'Adolf Mas. Aquests es conserven a la Fundació Institut Amatller d'Art Hispànic, avui en dia distribuïts sobre plaques de vidre i dividits segons les característiques que presenten. Per realitzar totes aquestes imatges l'equip de l'expedició havia de carregar els aparells fotogràfics, cosa que posava més dificultat en els trasllats. 

### Primers resultats
Els primers resultats es varen poder observar en la publicació del primer Anuari de l'Institut d'Estudis Catalans (1907-1936), on a més d'aparèixer la crònica de la missió arqueologico-jurídica també hi apareixen prop de set-cents textos de temes variats.
Josep Gudiol just després de l'expedició de 1907 va escriure unes memòries, les quals Puig i Cadafalch en feu referència. En la reunió que es va celebrar el catorze d'octubre, just després de la tornada, Gudiol informà que la intenció era publicar algunes de les pàgines del manuscrit en l'Anuari de l'I.E.C, conseqüentment es varen separar de la resta. Malauradament, aquestes no es varen publicar i els fulls han estat inèdits fins avui en dia. Per tant, es conserven només 57 folis, amb fotografies adherides al darrere, dels quals ens parlen sobre dades d'escultura, de la pintura mural, de les imatges, de les inscripcions, dels objectes, del mobiliari i també de la indumentària de totes les esglésies.
Però a banda de l'acord amb Gudiol. també es publicaria un capítol de Puig i Cadafalch. L'escrit tracta sobre algunes de les esglésies de la Vall d'Aran i de Boí, totes endinsades en l'art romànic. Puig i Cadafalch veu en totes elles les mateixes característiques i elements arquitectònics principals (tres naus, pilars rodons, cobertes amb fusta, tres absis coberts amb voltes, etc.) per aquest motiu les recull en la seva obra el 1907.
En l'expedició no tot va ser de fàcil progrés, Guillem M. de Brocà en la seva publicació ens explica que el temps ajustat que tenien d'estada en cada lloc els va condicionar notablement. Alguna de les controvèrsies varen ser la negativa de poder consultar documents en arxius històrics.